# Miasto Trogir
Miasto Trogir (chorw. Grad Trogir) – jednostka administracyjna w Chorwacji, w żupanii splicko-dalmatyńskiej. W 2011 roku liczyła 13 192 mieszkańców.